# Charles Camproux
Charles Camproux (nom complet : Charles Alphonse Félix Camproux), né à Marseille le 30 juin 1908 et mort à Castelnau-le-Lez le 3 avril 1994, est un écrivain, poète et universitaire lié au mouvement occitaniste contemporain.

## Biographie

### Jeunesse et formation
Charles Camproux naît à Marseille le 30 juin 1908, dans le quartier ouvrier de la Belle de Mai. Fils d'ouvrier, il perd son père, mort au combat en 1917. Son enfance est marquée par la pauvreté. Les Salésiens de Don Bosco proposent alors à sa mère de prendre en charge son éducation. Camproux suit toute sa scolarité dans cet institut, où il reçoit une éducation catholique. Après cette formation, il entame des études de Lettres à l'université de Montpellier. Pendant ses études, il donne des cours et assure la surveillance d’études en échange d’une aide de Don Bosco.

### Vie familiale
Il épouse Yvonne, originaire de Gaujac, dans le Gard, avec qui il a trois filles : Odette Camproux-Petit, née avant la guerre, ainsi que Brigitte Camproux-Chazet (aujourd’hui décédée) et Martine Camproux-Soustelle, toutes deux nées après la guerre.

### Carrière d’enseignant et universitaire
Devenu professeur, son premier poste est à Saint-Chély-d'Apcher sur l'Aubrac, dont il garde un bon souvenir, puis à Mende, proche du Gévaudan, région d'origine de ses parents, dont le patois constitue le sujet de sa thèse à la Sorbonne. Après un passage à Narbonne, il est nommé au lycée Henri-IV de Béziers où il se lie d'amitié avec Marcel Barral, agrégé de grammaire et occitaniste comme lui. Ensemble, ils écrivent Les contes et légendes du Languedoc. Cette amitié durable unit leurs familles.

### Engagement occitaniste et militantisme
Dès les années 1920, il s'engage dans l’occitanisme politique aux côtés de Paul Ricard et Jòrgi Reboul, fondateur du groupe provençal « Le Calen » à Marseille. En 1934, avec Léon Cordes, Roger Barthe, Marcel Barral et quelques autres, il crée la revue Occitania, qui paraîtra jusqu’en 1939, et qui devient la publication principale du mouvement occitan. Camproux participe également à la Société d’études occitanes, qui travaille sur la langue et adopte les idées linguistiques de Louis Alibert. Il obtient l'agrégation de grammaire en 1937.

### Guerre et Résistance
Pendant la guerre, il a été capturé par les soldats allemands près d'Époye et envoyé travailler dans les champs en Allemagne. Après avoir essayé de s'enfuir, il est envoyé dans un stalag, où il organise des cours pour les autres prisonniers sur Frédéric Mistral et les Troubadours. Comme il avait appris vite l'allemand, il a pu s’enfuir encore une fois, aidé par un employé allemand qui connaissait la revue sur la culture occitane, Occitania. Il traverse la partie de la France contrôlée par les Allemands, passe la frontière entre les deux zones, franchit la ligne de démarcation et retourne à son travail de professeur à Béziers, qui se trouvait encore du côté libre.
Il rejoint la Résistance et devient responsable d’un groupe dans le département de l'Hérault. Il organise des actions pour détruire les installations allemandes et met en place un groupe pour sauver les Juifs menacés, avec l’aide d’un parent de sa femme qui travaille dans la police. Son action dans la Résistance autour de Montpellier est jugée très importante.
Après la fin de l'occupation allemande, il a été nommé préfet temporaire par le général Leclerc, en attendant que les vrais préfets reprennent leur place. Il ne parle presque jamais de ce qu'il a fait pendant la guerre, il préfère qu’on le découvre à travers ses écrits.
En 1954, après la guerre, Camproux commence à enseigner les lettres à l'université de Montpellier. Il a présenté une grande thèse à l'université de la Sorbonne, avec l'aide du professeur Albert Dauzat. Son sujet : comment les gens parlent l'occitan dans la région du Gévaudan.
En 1966, avec deux collègues, il crée, avec Robert Lafont, un centre à Montpellier pour étudier et valoriser la culture occitane. En 1972, il devient professeur principal de langue et littérature occitanes à la faculté des lettres de Montpellier (Université Paul-Valéry Montpellier 3).
Entre 1946 et 1974, il soutient la culture occitane en parlant dans les journaux et à la radio. De 1956 à 1968, il publie régulièrement des articles de critique littéraire dans Les Lettres françaises. Il participe aussi aux universités d’été du Centre d'Études Occitanes.

### Dernières années et retraite
Atteint d'une maladie invalidante, il doit arrêter ses activités d'enseignement et de recherche. Entouré de sa famille, il se retire d'abord chez l'une de ses filles à Clapiers, puis dans une maison de retraite près de Montpellier, où sa femme le soutient jusqu'à la fin.
Dans son œuvre, Charles Camproux abordait fréquemment des thèmes liés à la lumière et à l'optimisme. Il manifestait un intérêt pour la culture méditerranéenne et la ville de Marseille. Il avait une relation forte avec la mer. Comme Albert Camus, il considérait la mer comme un endroit où il puisait de la force et pouvait se reposer. Son poème sur la Méditerranée s'inspire de la poésie grecque ancienne, notamment d’Homère. Il y évoque l'étendue de la mer et se présente comme un nageur-poète confronté à ce paysage.
La mer représentait pour lui un symbole lié à l'enfance et à l'espace infini. En tant qu'auteur contemporain, il a contribué à la poésie occitane avec une approche personnelle. L'occitan — ou plutôt le provençal — lui offrait une langue qui le reliait à la vie et au paysage sans barrière ni cliché. Son expérience poétique renouait avec la tradition tout en proposant une expression nouvelle, un ancrage moderne dans le monde.
Il passait régulièrement ses vacances en famille à Palavas-les-Flots, où il possédait un appartement en bord de mer, situé dans un immeuble de couleur bleue. Il pratiquait la natation.

### Poésie et style littéraire
Sa poésie mêle des éléments musicaux, un vocabulaire simple et des images colorées, témoignant d’une certaine vitalité. Son ouvrage Bestiari est reconnu dans le domaine de la poésie occitane[réf. nécessaire]. Son style s'inscrit dans la tradition des troubadours, caractérisé par l'emploi de sonorités rythmiques. Des témoignages mentionnent son tempérament convivial et son sens de l'humour. Il a traduit lui-même une partie de son œuvre lyrique.

## Publications
- Poemas sens poesia, 1942
- Poemas de Resistencia, 1943-1944
- Bestiari, poèmas (Institut d'Estudis Occitans, 1947) La chouette
- (avec Marcel Barral) Contes et légendes du Languedoc (Fernand Nathan, 1951) — contes traduits et adaptés de l’occitan
- Histoire de la littérature occitane (Payot, 1953) lire en ligne sur Gallica
- « Une voix étouffée, Victor Gelu » (Les Lettres françaises, 1956)
- « La langue et le style des écrivains. Claude Simon, L'Herbe » (Les Lettres françaises, 7-13 mai 1959)
- Le joy d'amor des troubadours. Jeu et joie d'amour (Causse & Castelnau, 1965)[8]
- Études sur Peire Cardenal :
- « Présence de Pèire Cardenal » (Annales de l’I.E.O., 1970)
- « Vocabulaire courtois chez P. Cardenal » (Annales de l’I.E.O., 1963)
- « Cardenal et Rutebeuf, poètes satiriques » (Revue des Langues Romanes, 1971)
- « La mentalité 'spirituelle' chez Pèire Cardenal » (Cahiers de Fanjeaux, 1975)
- Òbra poëtica occitana (Institut d’études occitanes, 1983)
- Auteur d’articles dans l’Encyclopædia Universalis[9]
- Livre d’artiste : Tres poèmas en Occitan - Trois poèmes en Occitan, Charles Camproux, Marcel Barral, Léon Cordes, peintures originales de Jacquie Barral, 2017. éd. 2+3=5, Montpellier. Collections de la médiathèque Émile Zola, Montpellier, Manoir des livres (Archipel Butor) Lucinges, BNF, Paris.

## Postérité
- Une place de la ville de Montpellier et une rue de la commune de Clapiers portent son nom, ainsi qu’un bâtiment et une salle de l'Université Paul-Valéry-Montpellier.

## Pour approfondir